# Cap Polonio
El Cap Polonio fue un transatlántico alemán perteneciente a la empresa naviera Hamburg Südamerikanische Dampfschifffahrts-Gesellschaft que sirvió brevemente como crucero auxiliar durante la Primera Guerra Mundial, bajo el nombre SMS Schmalenbach, y al finalizar el conflicto volvió al servicio civil. Efectuaba viajes entre las ciudades de Hamburgo y Buenos Aires, y su nombre deriva del accidente geográfico Cabo Polonio del Uruguay. El buque fue desguazado en 1935.

## Primera Guerra Mundial

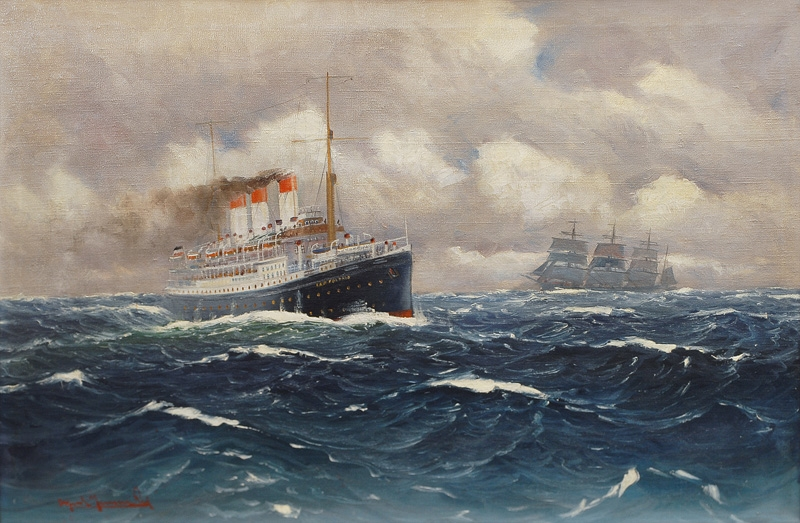
Cuadro del Cap Polonio

Fue construido por la compañía Blohm + Voss en Hamburgo y botado el 25 de marzo de 1914 todavía sin terminar. Cuando estalló la Primera Guerra Mundial a finales de julio de 1914, el Cap Polonio aún no estaba completo, y con la conformidad de sus dueños, fue reconvertido como crucero auxiliar, dotado de armamento y renombrado "Schmalenbach", que era el nombre de una mítica ciudad de la costa sur del Mar Báltico, comenzando su servicio el 6 de febrero de 1915. Su desempeño no fue satisfactorio para su nueva función pues no alcanzaba la velocidad máxima de 17 nudos (31 km/h) prevista por sus diseñadores –menor que la de muchos de los barcos de los países enemigos– y su gran consumo de carbón –de 250 toneladas por día– requería reabastecerlo después de solo tres semanas de viaje, por lo cual fue devuelto a sus dueños. Se le devolvió su nombre original y, debido al bloqueo naval impuesto por los Aliados, permaneció en el puerto de Hamburgo hasta el fin del conflicto.

## Transferencia al Reino Unido
Al finalizar la guerra, fue confiscado por los Estados Unidos como parte de las reparaciones de guerra y transfirió su control a las autoridades británicas, que lo colocaron bajo el mando de la Union-Castle Line. Se lo fletó hacia Sudáfrica llevando soldados de vuelta a sus hogares después de haber participado en la guerra. Partió de Plymouth, en Devon, el 21 de junio de 1919 pero a pesar de haber cargado como combustible carbón de buena calidad solamente alcanzaba una velocidad de 12 nudos (22 km/h) y tuvo además diversas averías por lo que, el 18 de julio, tras llegar a Ciudad del Cabo se canceló el tramo previsto hasta Durban. Regresó al Reino Unido y permaneció un tiempo anclado en el puerto de Devon. En su viaje siguiente, ahora con el gerenciamiento de la compañía P&O, hacia Bombay, India, volvió a tener averías y no superó los 10 nudos (19 km/h) de velocidad por lo que esa compañía lo devolvió y el barco quedó anclado un tiempo en Liverpool.

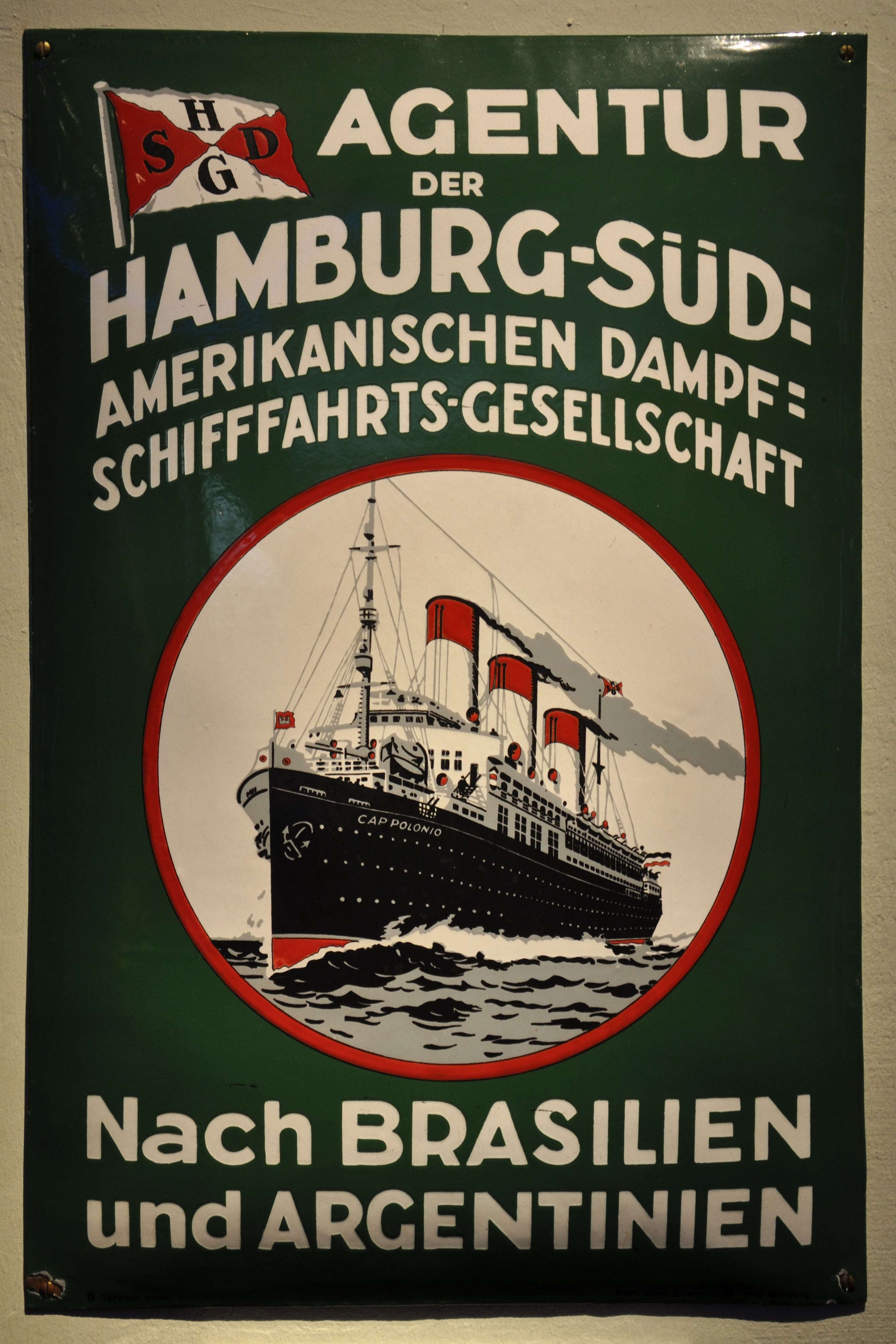
Afiche de propaganda del Cap Polonio

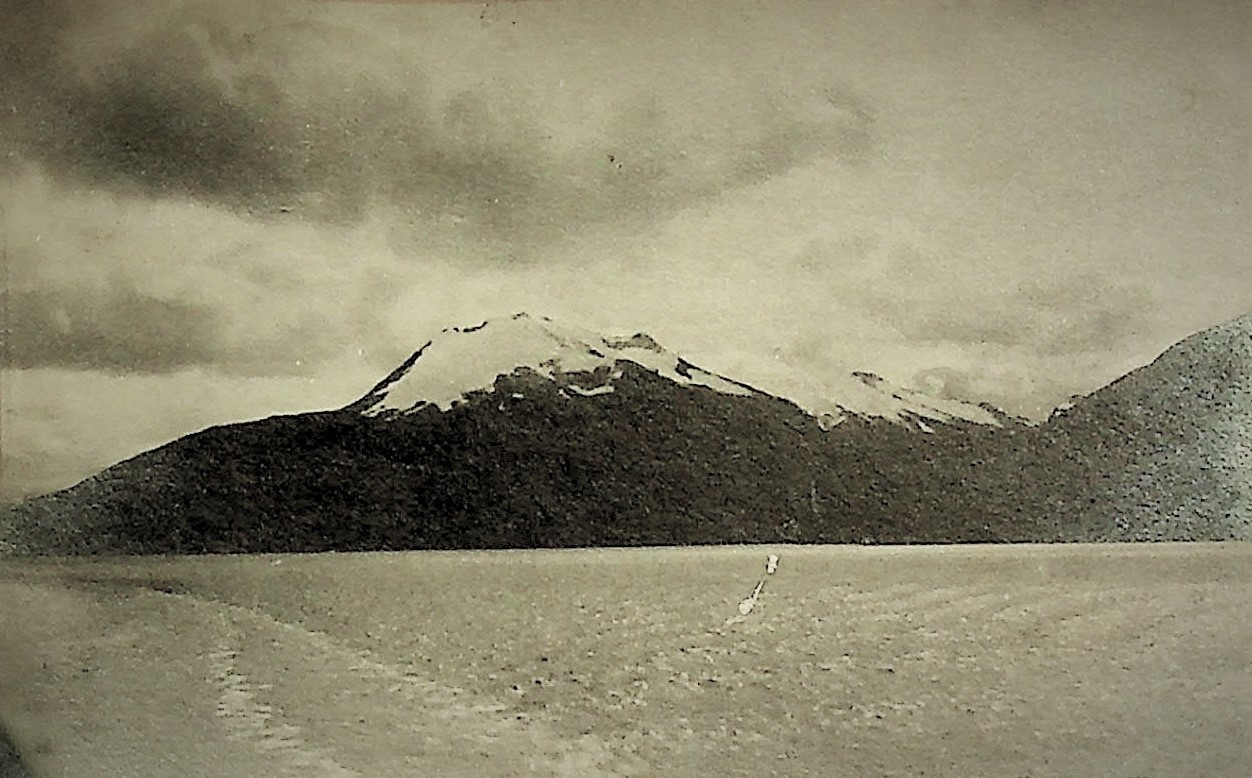
Vista a Bordo del Cap Polonio en su tercer cruce a Tierra del Fuego. Febrero 1923.

Finalmente, la Hamburg Süd lo compró en 1921 por 150 000 dólares y, en febrero del año siguiente, comenzó a hacer viajes de crucero a Brasil y a la Patagonia, así como a recorrer la ruta entre Hamburgo y Buenos Aires tal como había sido programado al construirlo, navegando a los 18/19 nudos (33 a 35 km/h) previstos por sus diseñadores hasta que, en 1931, nuevos barcos lo tornaron obsoleto. Llevaba 1555 pasajeros, el viaje duraba 19 días. Cuatro años después, fue retirado del servicio para ser desguazado. Algunas partes de sus lujosos interiores fueron empleadas en la construcción del Hotel Cap Polonio ubicado en Pinneberg, Holstein.

## Tangos vinculados al barco
Adolfo Rosquellas, un argentino que era pasajero de ese barco, después de oír a una señorita tocar varias veces en el piano la zamba La López Pereyra, considerada como el “himno de Salta”, utilizó su melodía para la segunda parte de un tango que bautizó Cap Polonio.
Cap Polonio no fue el único tango vinculado al barco, ya que Francisco Lomuto, que por esa década trabajó con su orquesta amenizando los viajes, compuso estando a bordo las piezas Nunca más (1922) con letra de Oscar Lomuto y la letra y música de Tierra del Fuego que grabó Carlos Gardel en 1923..